# 西班牙广场 (巴塞罗那)

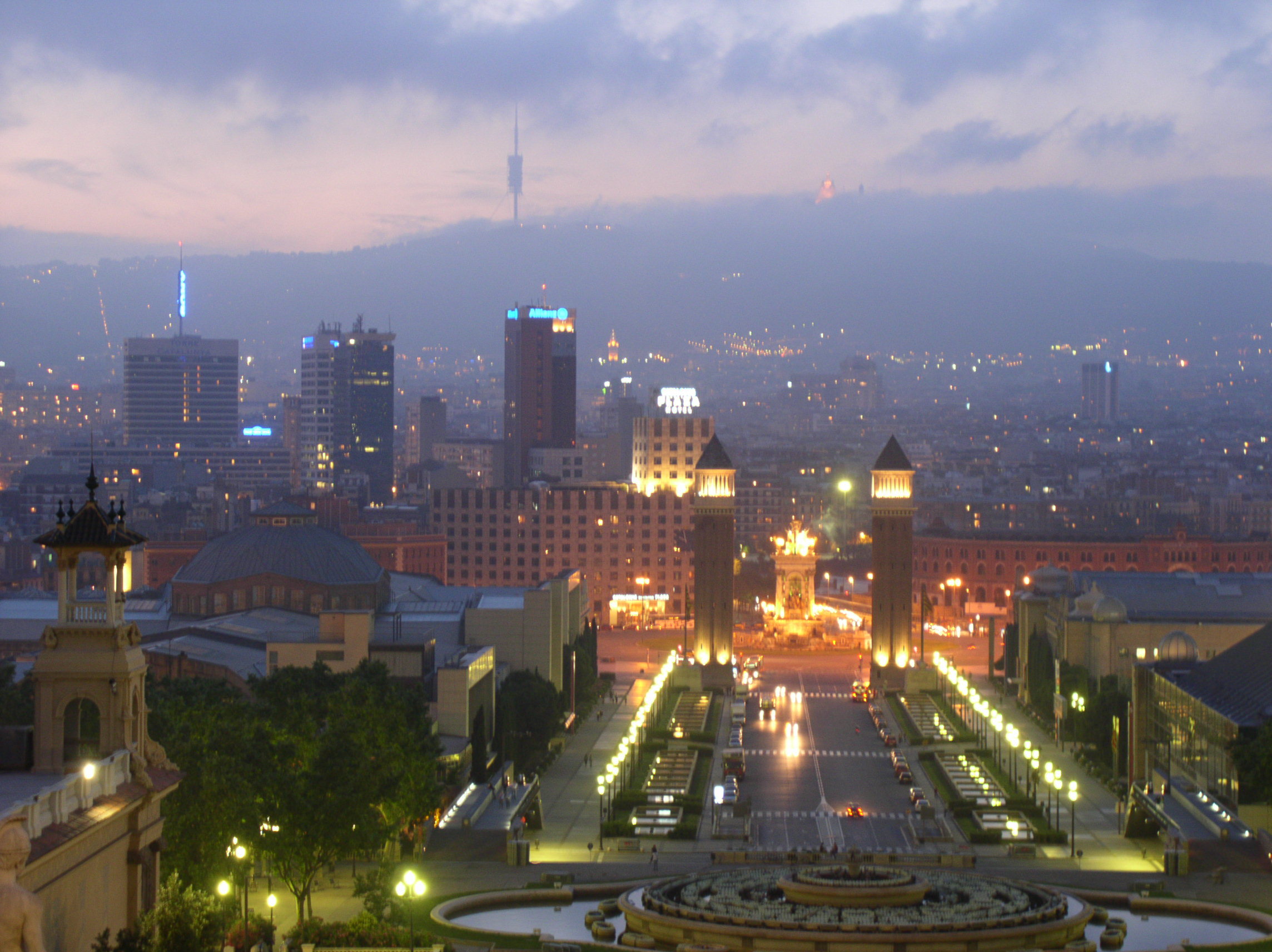
西班牙广场

西班牙广场（Plaça d'Espanya）是加泰罗尼亚巴塞罗那一个重要的广场，为1929年世界博览会修建，位于蒙特惠奇山脚下。
西班牙广场是巴塞罗那最大的广场之一，是几条干道的交汇处：加泰罗尼亚议会大道（Gran Via de les Corts Catalanes）、平行大道（Avinguda del Paral·lel）、塔拉戈纳街（Carrer de Tarragona），以及玛丽亚·克里斯蒂娜王后大道（Avinguda de la Reina Maria Cristina），后者通往加泰罗尼亚国家艺术博物馆所在的国家宫。广场中心的喷泉由Josep Maria Jujol设计。
- 威尼斯塔 - 高47米，玛丽亚·克里斯蒂娜女王大道路口（世界博览会入口）
- 博览会（Fira de Barcelona）
- 米罗公园（Parc de Joan Miró）- 以前的屠宰场公园（Parc de l'Escorxador），得名于加泰罗尼亚画家祖安·米罗，在其一角有22米高的雕像《女人和鸟》（Dona i Ocell）。
- 巴塞罗那竞技场（Arenas de Barcelona），斗牛场 - 建于1900年，摩尔复兴风格，現改为购物中心

## 历史
这个广场以前曾是绞刑场，1715年建造现已拆除的城堡时，将绞刑架移走。广场设计于1915年，兴建于1929年。1928年，西班牙独裁者里韦拉下令拆除建造只有10年的加泰罗尼亚标志四圆柱（Les quatre columnes）。

## 交通
地铁1号线、3号线、8号线的西班牙站

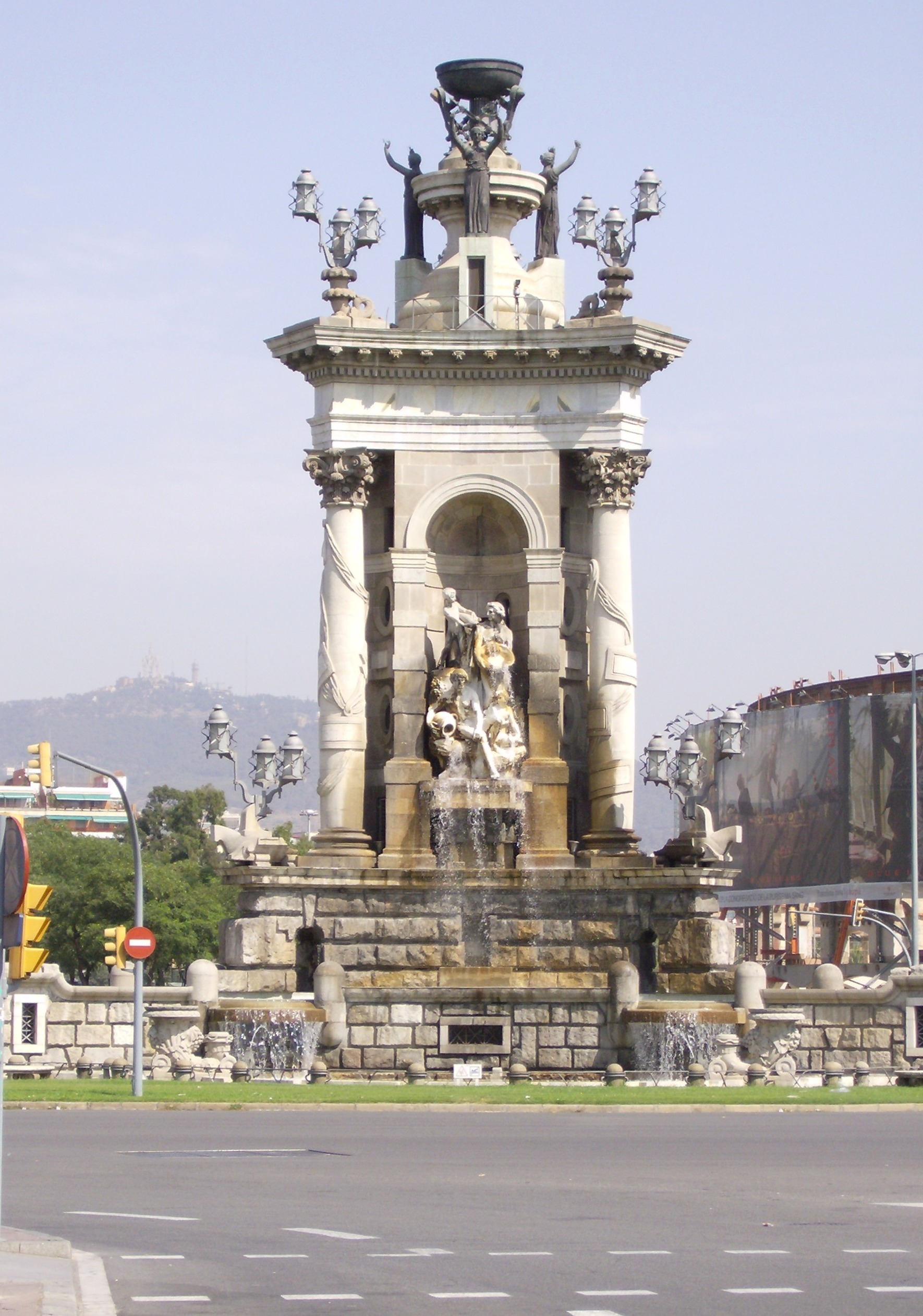
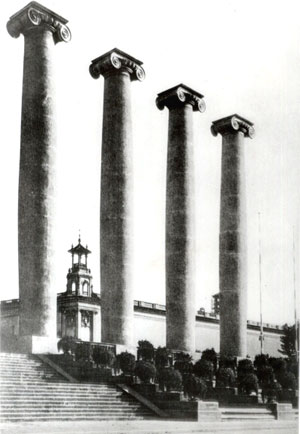
四圆柱
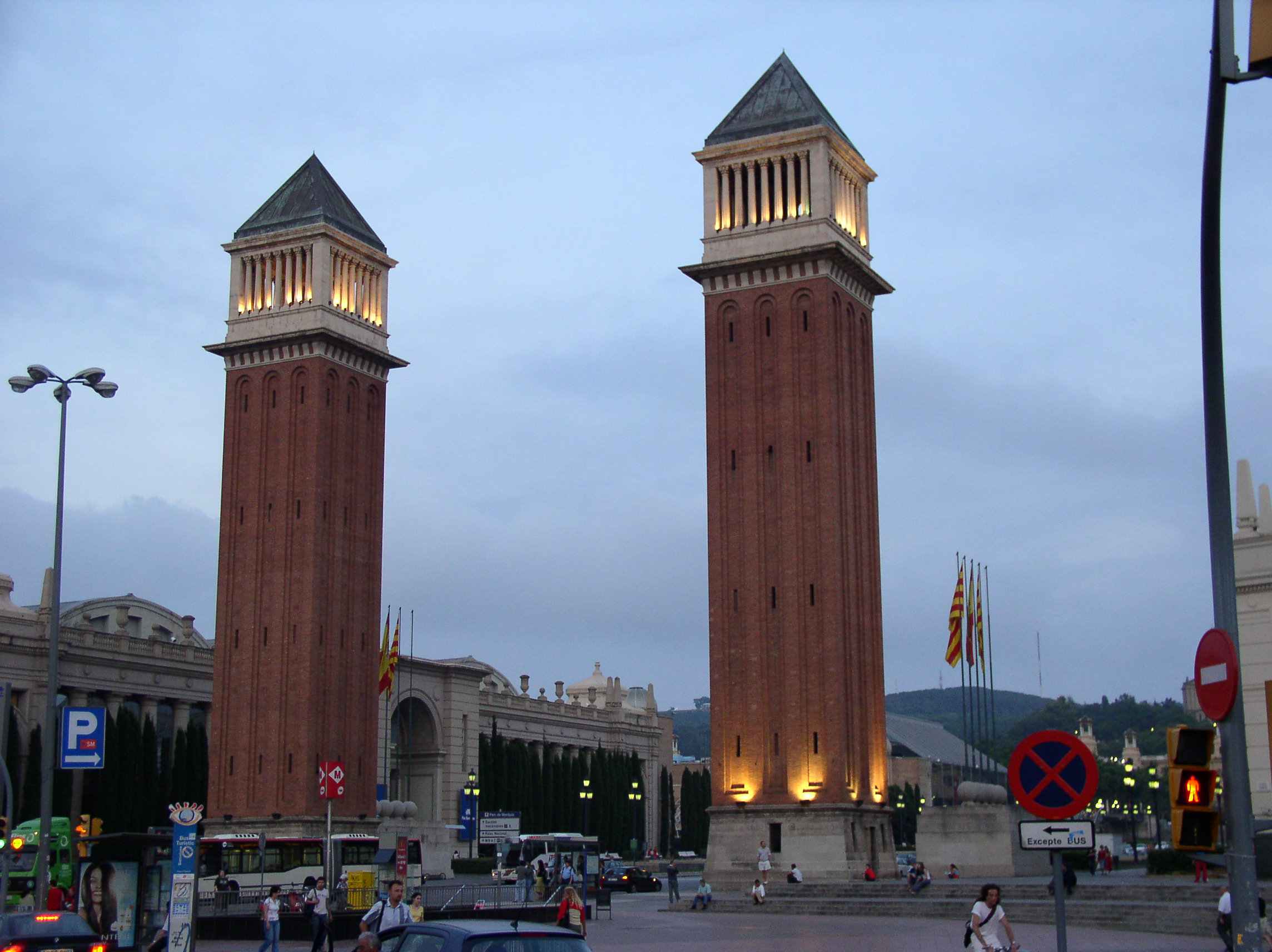
威尼斯塔
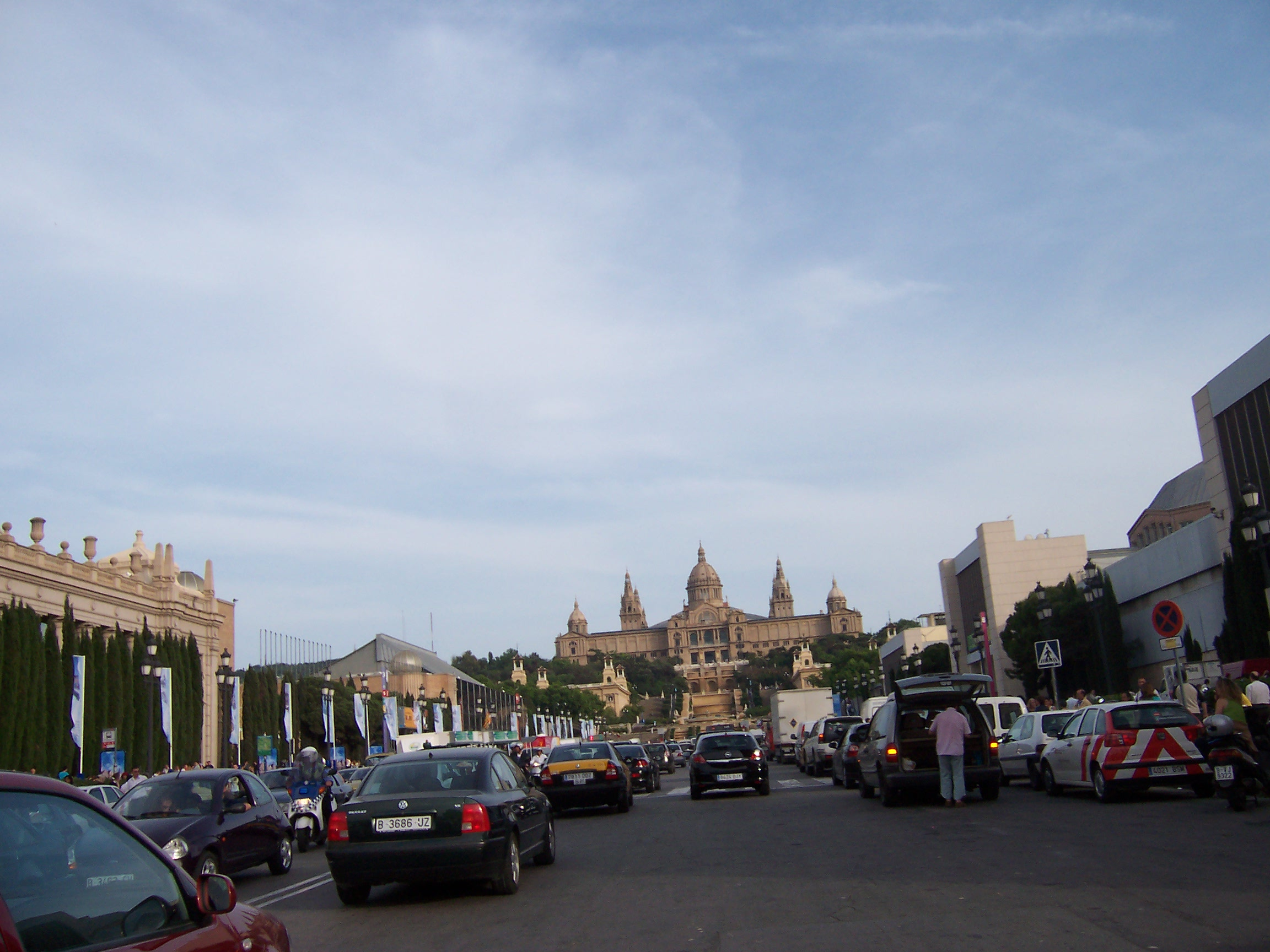